# マンハッタン・ウォーターフロント・グリーンウェイ

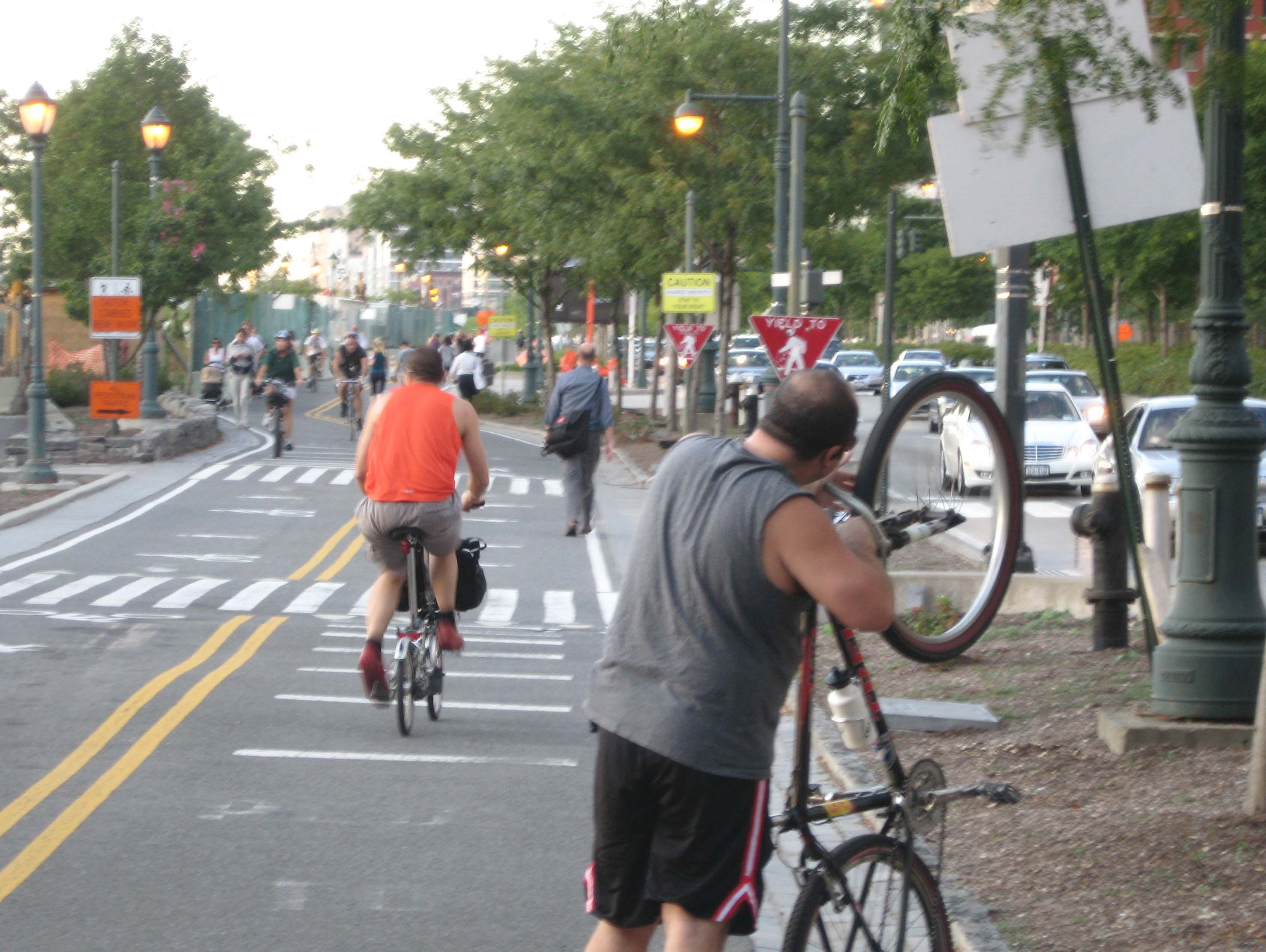
ハドソン・リバー・グリーンウェイ

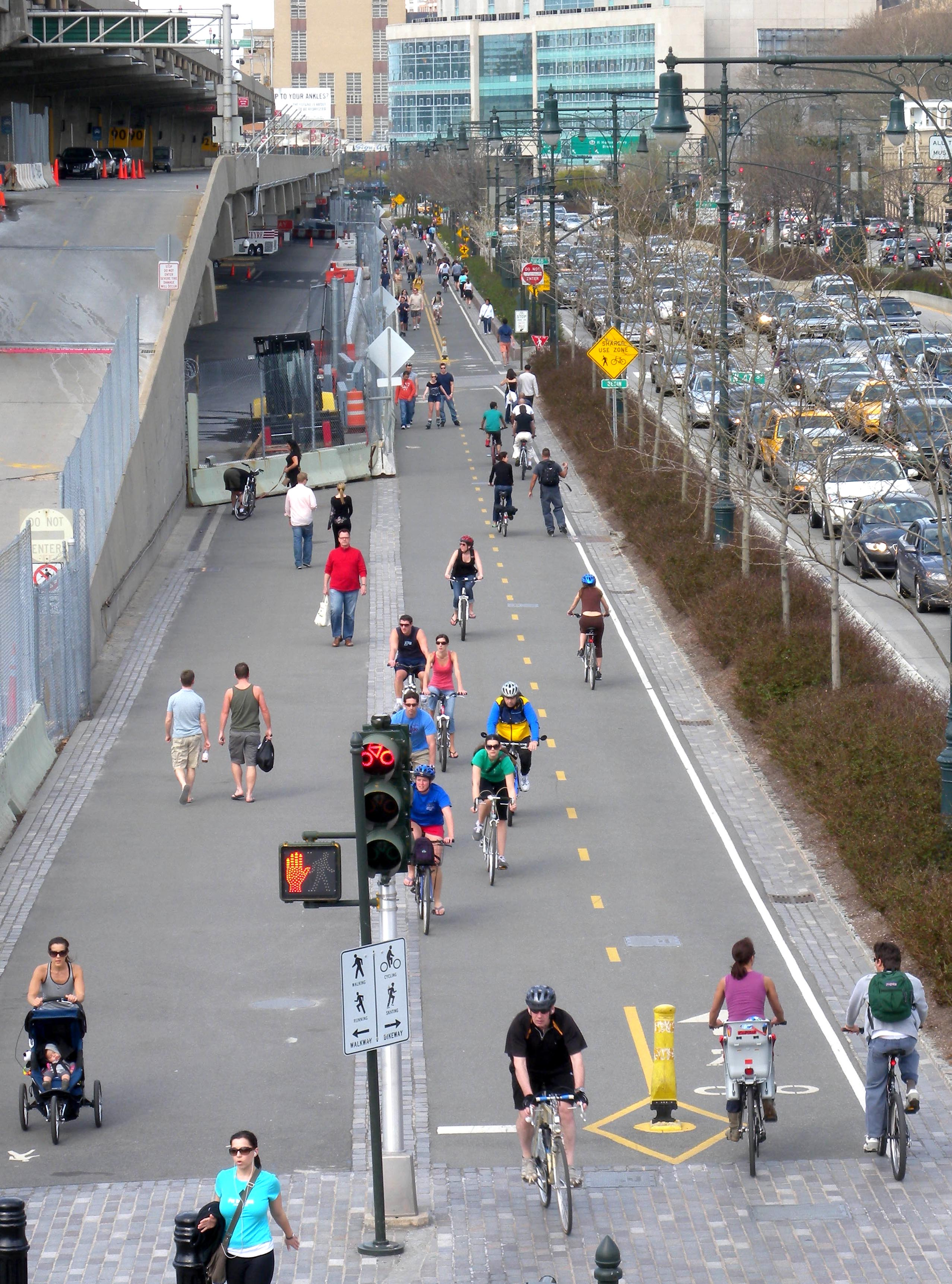
西40丁目の地点のハドソン・リバー・グリーンウェイ。ニューヨーク客船ターミナル (en) が左に見える。

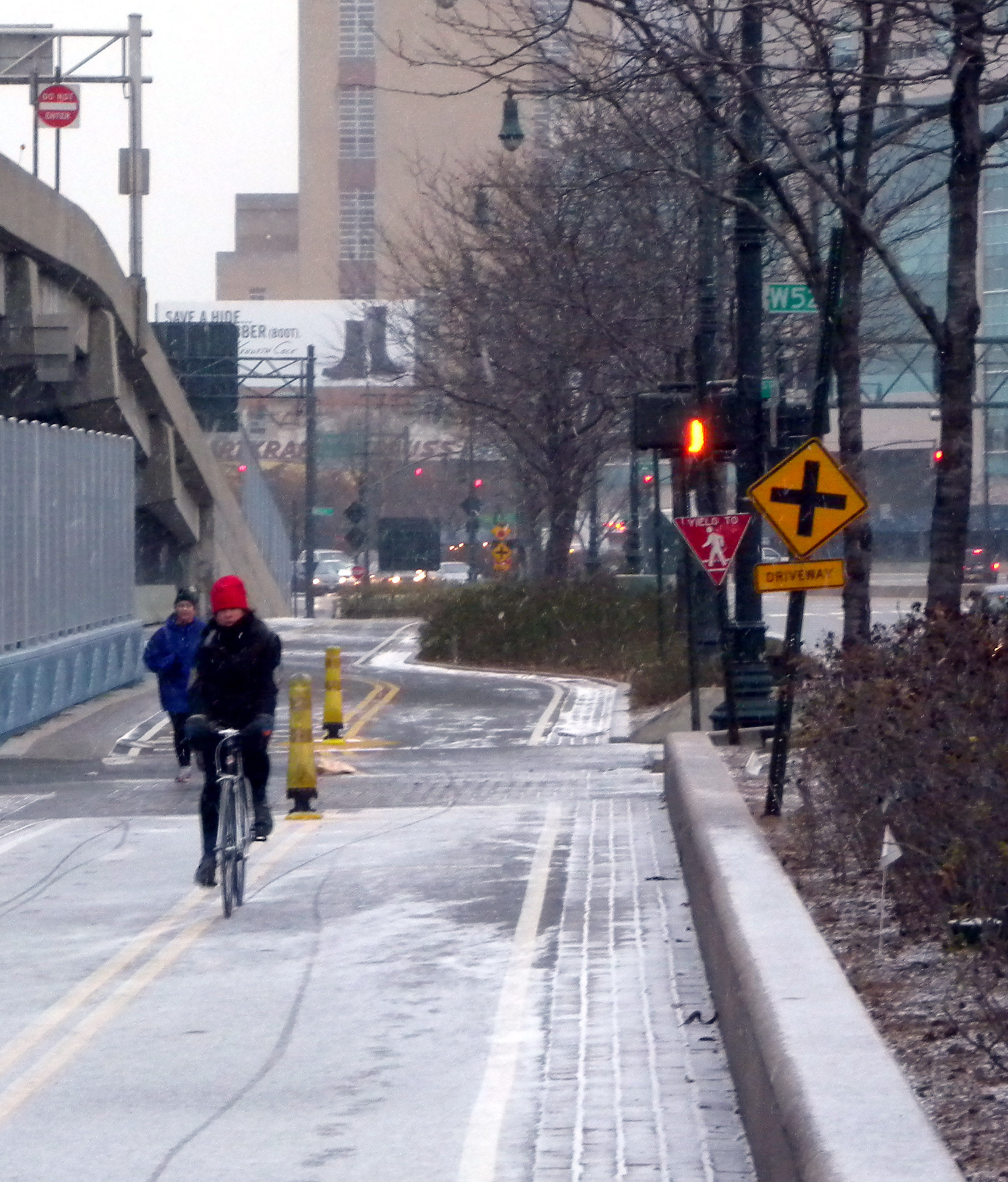
雪の日は交通量が少ない。

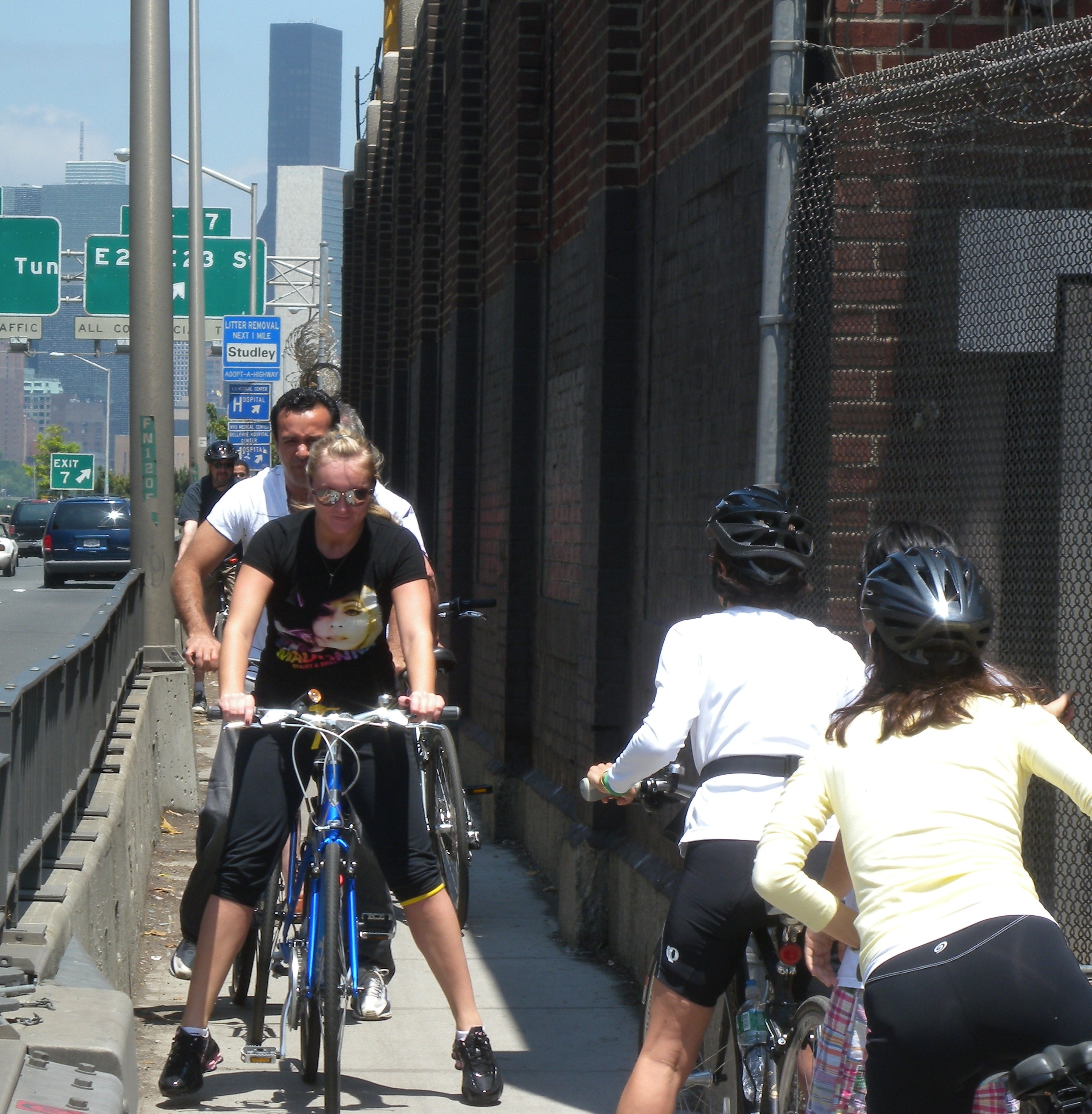
イースト・ヴィレッジの地点でイースト・リバー・グリーンウェイは最も狭い区間がある。

マンハッタン・ウォーターフロント・グリーンウェイ (Manhattan Waterfront Greenway) は、ニューヨーク市マンハッタン島の全周を走る全長32マイル (51 km)の歩行および自転車専用の湾岸道路である。最も長い区間はニューヨーク市公園局 (en) によって運営されている。この道路は、自動車交通から隔離されており、多くの区間では自転車道と歩道も分離されている。この道路は三つの主要区間、イースト・リバー・グリーンウェイ、ハーレム・リバー・グリーンウェイ、そしてハドソン・リバー・グリーンウェイによって構成されている。

## 構成

### ハドソン・リバー・グリーンウェイ
ハドソン・リバー・グリーンウェイはマンハッタンで最長の緑道（グリーンウェイ）で、ハドソン川沿いのウエストサイド・マンハッタンを北はダイクマン・ストリート (en) から南はバッテリー・パークまで走っている。その大部分はリバーサイド・パーク (en) およびハドソン・リバー・パーク内を走っている。ウエスト・ハーレムの区間は整備されていなかったが、2008年10月にハーレム・ピアーズ (en) 自転車道が開通した。西80-90丁目の約10ブロックは20世紀末に川へ崩落し迂回路となっていたが、2010年5月20日に新しくなった緑道がオープンし、迂回路は撤去された。
ハドソン・リバー・グリーンウェイはアメリカ合衆国で最も交通量の多い自転車道である。その大部分の区間はハドソン川の水位とほとんど同じ高さを走っているが、ジョージ・ワシントン・ブリッジより北の区間は急勾配の傾斜となっていて、約160フィート (49 m)の地点まで登る。Inspiration Pointはこの坂道に位置している。
南端ではサウス・フェリー – ホワイトホール・ストリート (en) 駅周辺の改修工事によって、2013年にバッテリー・パークを通ってイースト・リバー・グリーンウェイと接続された。 
ブルックリンへ渡るには、ワレン・ストリート (Warren Street) の自転車道およびシティ・ホール・パークの北端の一方通行の自転車道（2008年9月オープン）を使って、ブルックリン・ブリッジにアクセスすることができる。ブルックリンからこの緑道へのアクセスは、ブルックリン・ブリッジからパーク・ロウおよびマーレイ・ストリート (Murray Street) を用いる。
ダイクマン・ストリートから北へ1マイルはインウッド・ヒル・パーク (en) 内を走る自転車・歩行者共用道路となっている。この区間は公園の西側の野球場沿いに走り、アムトラックの線路と交差する地点で階段で登る歩道橋となっている。この先は、公園内の山間の小道となり、マンハッタン島の北端でヘンリー・ハドソン・ブリッジ (en) の自転車道・歩道と接続しておりブロンクス区のスパイテン・ダイヴィル (en) へとアクセスすることができる。マンハッタン島の最北端からさらに東へとこの小道は続いて218丁目と接続し、そこからブロードウェイ・ブリッジを使うと、マーブル・ヒル (en) へとアクセスすることができる。
ザ・ハーバー・リング (The Harbor Ring) は、この緑道を含み、ロウアー・ハドソン・リバー (en)、アッパー・ニューヨーク・ベイ、およびキル・ヴァン・クル (en) 沿いに50マイル (80 km)に及ぶ自転車道を建設する計画である。

### イースト・リバー・グリーンウェイ
イースト・リバー・グリーンウェイは、イースト・リバー沿いのイーストサイド・マンハッタンを南はバッテリー・パークからイースト・ハーレムの125丁目 (en) まで走っている。途中、ミッドタウン34丁目から60丁目まで1.3マイル (2.1 km)のギャップがある。このアッパー・イースト・サイドおよびキップス・ベイの間の国連本部ビル周辺の区間は、歩行者は1番街および2番街の歩道を使わなくてはいけない。81丁目の地点は階段となっており、この階段を自転車を担いで登ることを避けたいならば、60丁目からのエントリーではなく、さらに1.1マイル (1.8 km)の83丁目からアクセスしなければならない。
いくつかの区間は道路に陥没穴があいており、その周辺はフェンスで侵入できないようになっているため、非常に道幅が狭くなっている。また、キャプテン・パトリック・J・ブラウン・ウォークの区間は、FDRドライブとコンソリデーティッド・エジソン (en) のイースト・リバー・ステーションのドックに挟まれて狭くなっている。このウォークの他の区間はウォーターサイド・プラザ (en)（ストイフェサント・コーヴ・パーク (en) の地点）またはガソリンスタンドへつながる自動車道と共有している。南端の約1マイル周辺はFDRドライブの高架の影に入っている。これは、イースト・リバー・エスプラナード (en) プロジェクトによって改善されることになっている。
2008年の夏、イースト・リバー・グリーンウェイとブルックリン・ハイツ・プロムナード (en) からはニューヨーク・シティ・ウォーターフォールズを見ることができた。
2011年10月、ニューヨーク市およびニューヨーク州はロバート・モーゼス・プレイグラウンド (en) の西半分を国連の敷地の拡張として使用することに合意した。それと引き換えに、en:United Nations Development Corporationは、$73ミリオンをこのグリーンウェイの38丁目から60丁目のギャップを埋めるために拠出することになっている。

### ハーレム・リバー・グリーンウェイ
ハーレム・リバー・グリーンウェイは、マンハッタン・ウォーターフロント・ゲートウェイを構成する三つの緑道の中で最も短い。部分的に旧ハーレム・リバー・スピードウェイ (en) の路線が使われている。セントラル・ハーレムの北端の155丁目 (en) からダイクマン・ストリートまで、ハーレム川とハーレム・リバー・ドライブ (en) の間を途切れることなく走っている。この区間はほとんどハイブリッジ・パーク (en) 沿いとなっている。イースト・リバー・グリーンウェイからの接続は、イースト・ハーレム内を通常の道路を利用して、155丁目からエントリーしなければならない。ハドソン・リバー・グリーンウェイへの接続は、インウッド内のダイクマン・ストリート (en) の自転車レーンを通り、インウッド・ヒル・パーク (en) の南端からエントリーすることができる。ここには小さな階段があるが、これは自転車が通行できるスロープに転換される予定である。

## U字防潮堤
このグリーンウェイの南側1/3、西57丁目から東42丁目までの区間に新しく防潮堤を建てる計画がある。この区間はマンハッタン島の南側に沿って地理的にU字型をしており、多くの特徴を備えている。サウス・ストリート上を走るFDRドライブの高架の下には天井から防御壁を吊るし、嵐の際には道路の上に降ろされ堤防となる仕組みが考えられている。"バッテリー土手" (Battery Berm) がバッテリー・パークに築かれ、海事博物館が以前の沿岸警備隊の建物 (United States Coast Guard Battery Building) にオープンする予定となっている。Rebuild by Designによる提案にはハンツ・ポイント (en) とスタテン・アイランドにおける防潮堤の建設も含まれている。この提案の第一段では、ロウアー・イースト・サイドのモンゴメリー・ストリート (Montgomery Street) と東13丁目の間に"ブリッジング土手" (The Bridging Berm) という名の全長2.19-マイル (4 km)の防潮堤が$335ミリオンで建設される。防潮堤に加えて、土手の上の自転車道と歩道、ボートや釣り用の埠頭、現在のスポーツ場へかけての坂道、ADAバリアフリーとなるFDRドライブに架かる歩道橋のスロープが整備される計画となっている。建築材料は、スラリー壁 (slurry wall)、コンクリート・ブロック、圧縮盛り土、粘土の覆い、表土、そして耐塩性の造園などである。このプロジェクトの総費用は$3.5ビリオン以上となる。